# Sap-en-Auge
Sap-en-Auge es una comuna nueva francesa situada en el departamento de Orne, de la región de Normandía.

## Historia
Fue creada el 1 de enero de 2016, en aplicación de una resolución del prefecto de Orne de 26 de noviembre de 2015 con la unión de las comunas de Le Sap y Orville, pasando a estar el ayuntamiento en la antigua comuna de Le Sap.

## Demografía
| Gráfica de evolución demográfica de Sap-en-Auge entre 1800 y 2013 |
|                                                                   |

Los datos entre 1800 y 2013 son el resultado de sumar los parciales de las dos comunas que forman la nueva comuna de Sap-en-Auge, cuyos datos se han cogido de 1800 a 1999, para las comunas de Le Sap y Orville de la página francesa EHESS/Cassini. Los demás datos se han cogido de la página del INSEE.

## Composición
| Comuna delegada | Código INSEE | Población (2013) | Superficie (km²) | Densidad (hab./km²) |
| --------------- | ------------ | ---------------- | ---------------- | ------------------- |
| Le Sap          | 61460        | 906              | 22.73            | 40                  |
| Orville         | 61320        | 94               | 7.25             | 13                  |